# Tosa Suča
Tosa Súča je menší sopečné pole sypaných kuželů, nacházející se v Národním parku Nečisar v jižní části  Východoafrického riftu  v Etiopii, mezi jezery Čamo a Abaja (některé kužely jsou vlastně ostrůvky v jezeře). Asociované bazaltové lávové proudy nejsou pokryty vegetací, což indikuje jejich poměrně malé stáří.